# XVI Premis de Cinema Asiàtic
La 16a edició dels Premis de Cinema Asiàtic va tenir lloc el 12 de març de 2023 a l'Auditori del Jockey Club del Museu del Palau de Hong Kong. Les nominacions es van anunciar el 6 de gener de 2023. Aquest any 30 pel·lícules de 22 regions i països van ser preseleccionades per a un total de 81 nominacions. La pel·lícula sud-coreana Decision to Leave va obtenir 10 nominacions, seguida de prop per Drive My Car amb vuit nominacions. Lin Min Chen, un cantant, actor i model xinès malaiès, va ser nomenat 'Ambaixador de Joventut' dels premis de cinema.
El 12 de març de 2023, es va celebrar la cerimònia de lliurament de premis organitzada per Grace Chan i Sammy Leung, on actors i celebritats internacionals de Hong Kong van desfilar per la catifa vermella. Hiroshi Abe, model i actor japonès, va ser premiat amb el premi 'Excellence in Asian Cinema Award' i el 'Red Carpet Best Dressed Award', mentre que Ji Chang-wook, actor i cantant sud-coreà, va ser guardonat amb el 'AFA Next Generation Award'. Més tard, Sammo Hung, un veterà de les arts marcials de Hong Kong, va ser reconegut amb un premi a la seva trajectòria, i Tony Leung, actor i cantant de Hong Kong, va ser premiat per la seva contribució al cinema asiàtic i per la seva actuació a Where the Wind Blows.
Drive My Car de Ryusuke Hamaguchi va ser guardonada amb el premi a la millor pel·lícula i la millor direcció va ser atorgada a Hirokazu Kore-eda per Broker. Tang Wei va guanyar el premi a la millor actriu per la seva actuació a Decision to Leave.
La transmissió en directe de la cerimònia es va realitzar a través del canal de YouTube de l'Acadèmia dels Premis de Cinema Asiàtic.

## Esdeveniments
L'Asian Film Awards Academy va organitzar una exposició per celebrar els 15 anys d'excel·lència dels Asian Film Awards del 5 a l'11 de març de 2023 a l'Ocean Terminal Main Concourse de Harbour City. Aquest esdeveniment va consistir en un acte previ que va conduir a la cerimònia de lliurament dels premis cinematogràfics. Vivian Sung, una actriu taiwanesa, i Lin Min Chen, un cantant, actor i ambaixador de la joventut de l'AFA de Malàisia, van ser convidats l'11 de març.
Durant la cerimònia, es va presentar un espectacle a l'escenari a càrrec del grup de dansa d'arts marcials tradicionals japoneses Orientarhythm i el pianista Niu Niu.

### Premi al millor vestit de la catifa vermella
A la cerimònia d'aquest any es va estrenar un nou premi conegut com el 'Premi al millor vestit'. Aquest premi consistia en un trofeu dissenyat pel dissenyador de vestuari i producció de Hong Kong, William Chang, i el The Sail Melaka X iPANDAS Memorigin Tourbillon. Hiroshi Abe va ser el primer guanyador d'aquest premi.
Jurat del premi al millor vestit de la catifa vermella:
- Hun Kim, director de disseny de Karl Lagerfeld
- William Chang, nominat a l'Oscar i reconegut director d'art de HK
- Winnie Wan, redactora en cap d'Elle Hong Kong
- Michele Reis, artista reconeguda i cocreadora de M Sail Tower
- Dato' Leong Sir Ley, fundador i president de Sheng Tai International

## Jurat

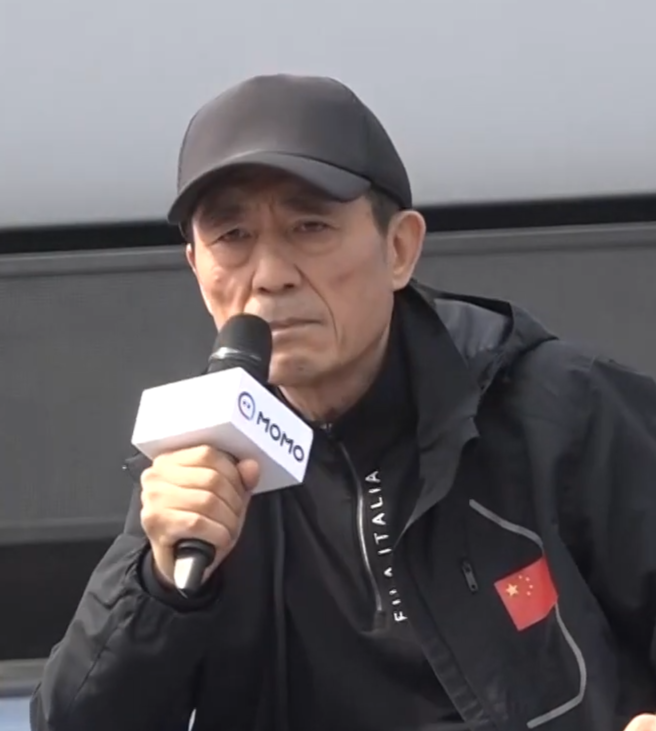
Zhang Yimou, president del jurat

- Zhang Yimou com a president del jurat: director de cinema, productor, escriptor, actor i antic director de fotografia[13]

## Premis i nominacions

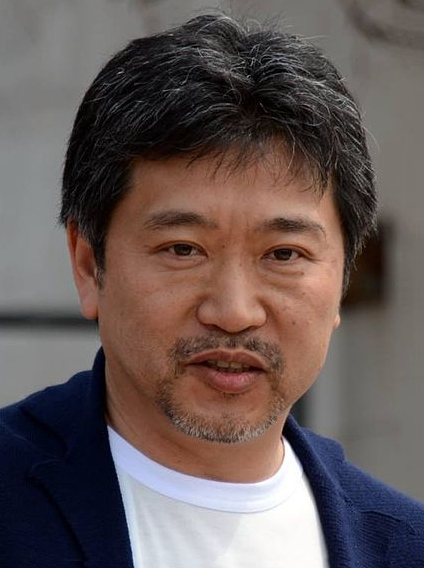
Hirokazu Kore-eda, guanyador del premi al millor director

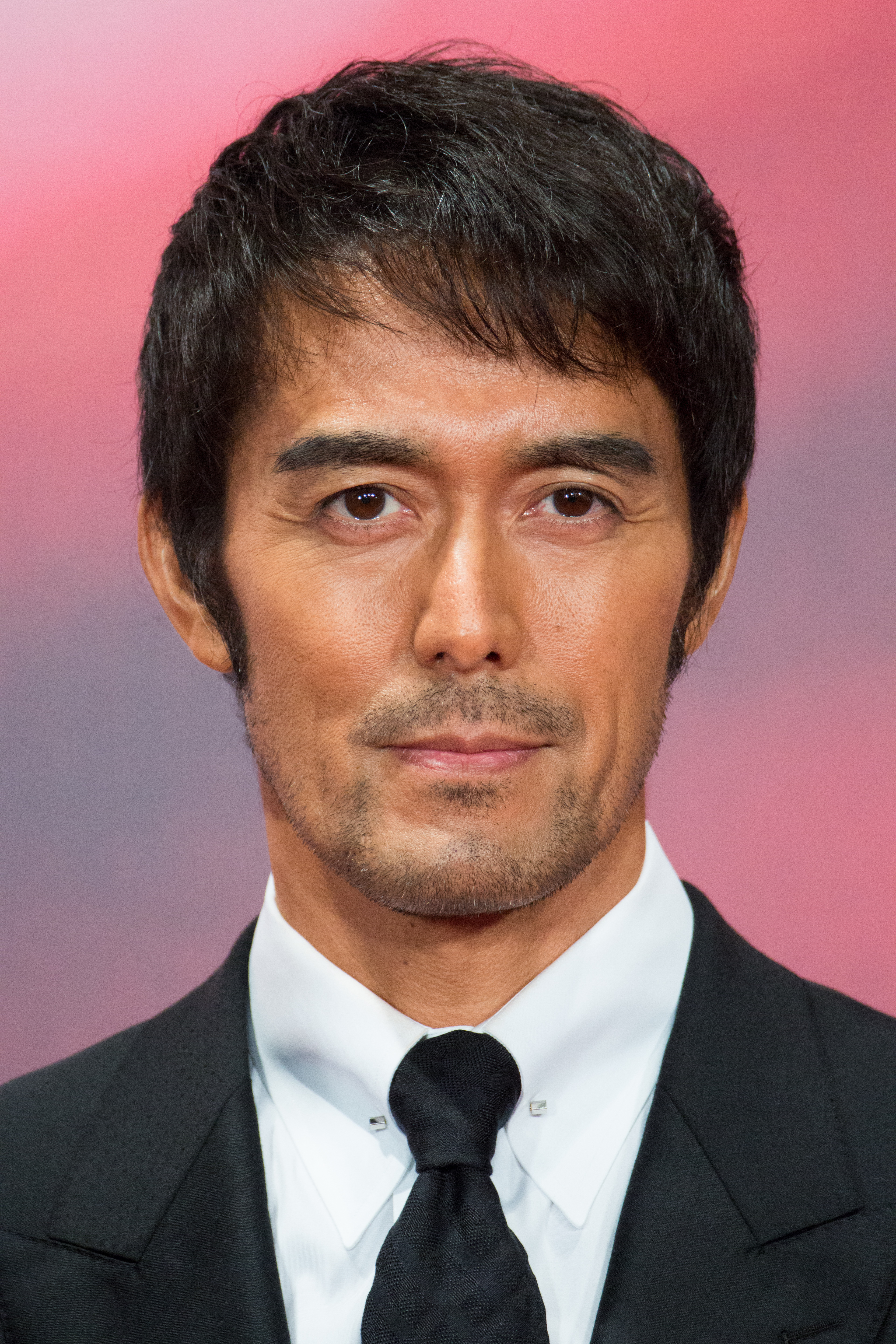
Hiroshi Abe, guanyadora dels premis a l'excel·lència en cinema asiàtic i als premis a la millor vestimenta

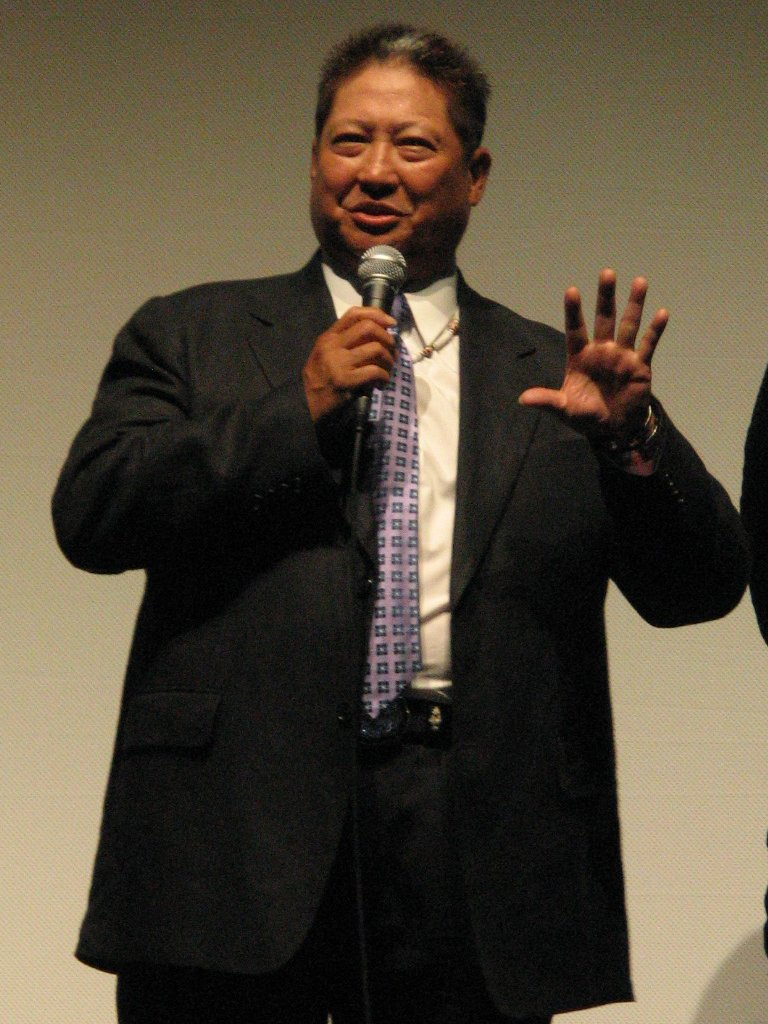
Sammo Hung, guanyador del premi a la trajectòria

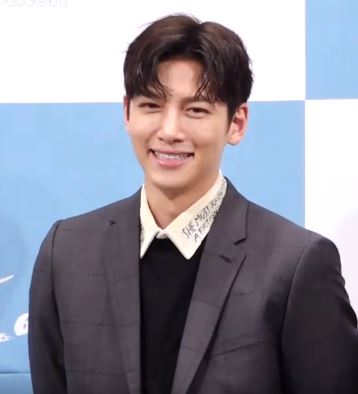
Ji Chang-wook, guanyador del premi AFA Next Generation

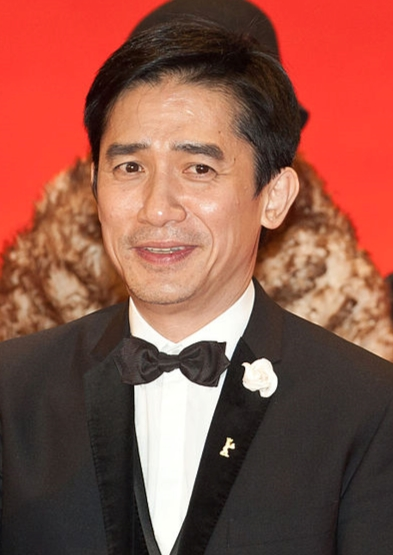
Tony Leung Chiu-wai, guanyador del premi al millor actor

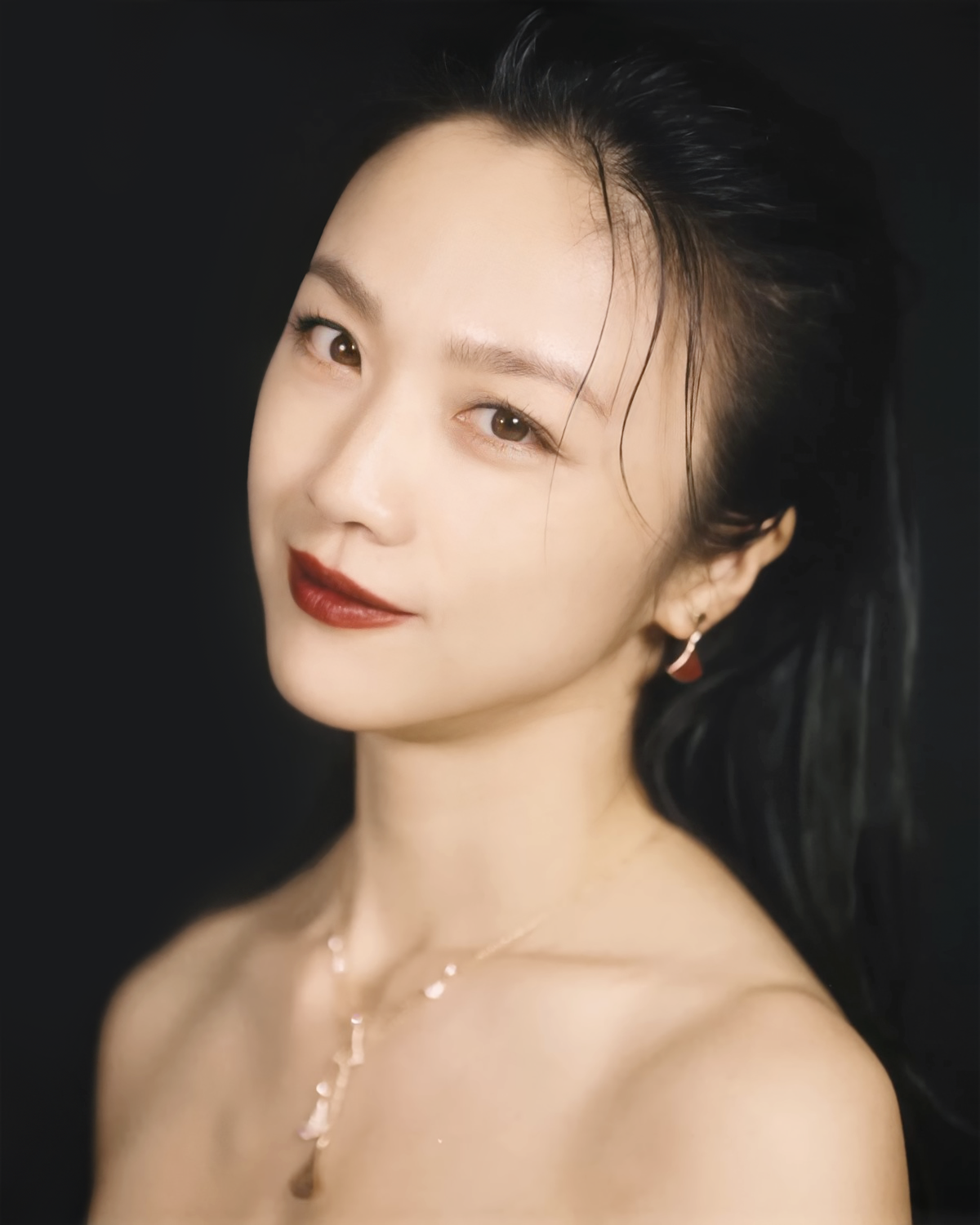
Tang Wei, guanyadora del premi a la millor actriu

Llista completa de nominats.
Els guanyadors s'enumeren primer i s'indiquen en negreta.

## Pel·lícules amb múltiples nominacions
Les pel·lícules següents van rebre múltiples nominacions:
| Nominacions | Pel·lícules             |
| ----------- | ----------------------- |
| 10          | Decision to Leave       |
| 8           | Drive My Car            |
| 6           | Ponniyin Selvan: I      |
| 6           | Return to Seoul         |
| 5           | Before, Now &amp; Then  |
| 3           | Where the Wind Blows    |
| 3           | Egoists                 |
| 3           | Home Coming             |
| 3           | Plan 75                 |
| 3           | Lighting Up the Stars   |
| 2           | RRR                     |
| 2           | Autobiography           |
| 2           | Poet                    |
| 2           | When the Waves Are Gone |
| 2           | Emergency Declaration   |
| 2           | Alienoid                |